# Gabriela Adameșteanu
Gabriela Adameșteanu (Târgu Ocna, 2 de abril de 1942) es una novelista, periodista, ensayista y traductora rumana. Es reconocida por las novelas Drumul egal al fiecarei zile (El mismo camino de todos los días, 1975) y Dimineața pierdută (Una mañana perdida, 1983) así como por su activismo en apoyo a la sociedad civil y por ser miembro del Grupo por el Diálogo Social y editora de la Revista 22, de carácter político y cultural.
Como traductora ha traducido al rumano las obras de Hector Bianciotti o de Guy de Maupassant, entre otros.